# Moviment de la Marxa sobre Washington
El Moviment de la Marxa sobre Washington (en anglès, March on Washington Movement o MOWM), de 1941 a 1946, va ser creat per A. Philip Randolph i Bayard Rustin com una eina per a organitzar una marxa massiva a Washington DC, amb l'objectiu de pressionar el govern dels Estats Units per a abolir la segregació racial en les forces armades i proporcionar oportunitats de treball justes per als afroamericans. Malgrat el seu nom, el Moviment de la Marxa sobre Washington no va conduir a una marxa real a Washington durant aquest període, ja que es van complir les peticions de Randolph abans d'organitzar-la. Martin Luther King va ser molt influenciat per Randolph i els seus ideals.

## Antecedents

### L'estat de la nació
En el període previ a l'entrada dels Estats Units en la Segona Guerra Mundial, hi va haver una presa de consciència més gran en la comunitat negra respecte de la hipocresia de defensar als Estats Units contra el racisme nazi alhora que es permetia la discriminació en tots els sectors de la vida i els negocis als Estats Units.
Cap a la tardor de 1940, l'economia nord-americana estava sortint de la gran depressió. L'auge en la defensa va beneficiar als blancs, però als treballadors negres se'ls van negar aquestes oportunitats a causa de la discriminació racial en aquests camps. Alguns programes de capacitació establerts pel govern fins i tot van excloure als negres, ja que es suposava que eren massa ximples per a poder formar-los, i molts treballadors negres qualificats amb la formació adequada van ser despatxats. El president de la North American Aviation Co., eixe mateix any, va ser citat dient que «Si bé recolzem completament als negres, està en contra de la política de l'empresa contractar-los com a treballadors o mecànics d'avions (...) independentment de la seva formació (...) Hi haurà alguns llocs de treball com a empleats de neteja per als negres». Va ser en aquest clima que va néixer el Moviment de la Marxa sobre Washington.

### Finalitat de la marxa
El Moviment de la Marxa sobre Washington va ser un intent de pressionar el govern dels Estats Units i el president Franklin D. Roosevelt per a establir proteccions contra la discriminació. A. Philip Randolph va ser la força impulsora darrere del moviment. Randolph va formar i liderar el sindicat Brotherhood of Sleeping Car Porters (traduït al català, Germandat de Maleters de Cotxes-llit). Va començar en 1925, i la seva experiència en l'organització de base i la participació sindical li va proporcionar una base per al seu lideratge en el moviment, on l'organització de membres de les classes mitjana i baixa fou molt important. El mètode de Randolph d'independència respecte de les fonts de poder blanques es va evidenciar quan va dir del moviment que, «Si costa diners finançar una marxa sobre Washington, deixen als negres pagar per això. Si es realitzen sacrificis pels drets dels negres en la defensa nacional, deixen als negres fer-los...».

## Lideratge
El lideratge i l'estratègia de Randolph defineixen la naturalesa del Moviment de la Marxa sobre Washington. La seva confiança en l'activisme de base i els mitjans de comunicació i les organitzacions afroamericanes es remunta a la seva infància. El seu pare era un predicador de l'Església Episcopal Metodista Africana, i Randolph va sentir als feligresos que es queixaven de l'estat de les relacions racials i la discriminació. Ell i el seu germà van anar a classes particulars, i els van ensenyar a creure que eren «tan intel·lectualment competents com qualsevol blanc». Els objectius de Randolph no van ser menys ambiciosos que el seu caràcter i la seva retòrica. El 26 de setembre de 1942, després de la influència del moviment en el canvi de les polítiques a Washington, Randolph va reiterar que la lluita seguia el seu curs, tot i haver alguns avenços. Va dir: «Llevat que aquesta guerra signifiqui la sentència de mort dels vells sistemes imperials anglo-americans, de la desafortunada història que és l'explotació per al benefici i el poder d'una economia monopolista capitalista, s'haurà lluitat en va».

### Les dones en el moviment
El Women's Auxiliary (Traduït al català, Auxiliar de Dones) va ser un grup compost majoritàriament per dones i familiars de la Brotherhood of Sleeping Car Porters. Eren actives en el moviment principalment en la recaptació de fons i el treball comunitari, a més de treballar àmpliament a promoure idees com els «conceptes de majoria d'edat dels negres, respectabilitat de les dones, i consciència de classe».

## Cronologia
Els primers esforços a pressionar per a eliminar la segregació en l'exèrcit anteriors a 1941 no van convèncer el president Roosevelt de prendre mesures. El 27 de setembre de 1940, la primera delegació composta per A Philip Randolph, Walter White (National Association for the Advancement of Colored People o NAACP; traduït, Associació Nacional per al Progrés de les Persones de Color), i T. Arnold Hill (National Urban League; traduït, Lliga Urbana Nacional), es va reunir amb el president Roosevelt i els membres dels nivells governamentals més alts. La delegació va presentar un memoràndum exigint la integració immediata de tots els negres a les forces armades. La resposta va ser un comunicat de la Casa Blanca dient,«La política del Departament de Guerra és de no barrejar personal allistat de color i blanc en les mateixes organitzacions de regiment».
Aquest tipus de declaracions públiques van posar de manifest la relativa ineficàcia dels mitjans tradicionals per a pressionar el govern. El 25 de gener de 1941, A. Philip Randolph va proposar oficialment una marxa a Washington per «posar en relleu la qüestió».
En els mesos següents, les seccions del MOWM van començar a organitzar una marxa massiva programada per a l'u de juliol d'aquell any. Les prediccions durant la primavera eren d'un nombre de manifestants proper a 100.000.
Tot just una setmana abans de la marxa tindria lloc l'«Ordre Executiva 8802 d'un alarmat president Roosevelt on va establir el primer Fair Employment Practices Committee (FEPC)» (traduït, Comitè de Pràctiques Acceptables d'Ocupació). L'alcalde de Nova York Fiorello La Guardia es va reunir amb els dirigents del moviment i els va informar de les intencions del president.
Abans de la signatura de l'ordre, el moviment va exigir, a més de la creació de la FEPC, que a les indústries de guerra s'eliminara la segregació. Roosevelt va estar d'acord i va emetre l'Ordre Executiva 8802. Això va ser una gran victòria per al moviment, i Randolph va decidir cancel·lar la marxa. Va continuar el Moviment de la Marxa sobre Washington com una forma d'obligar el FEPC a fer el seu treball.
El moviment va continuar fent manifestacions durant tot l'estiu, però el punt àlgid havia passat. La crida continuada del moviment a favor de la desobediència civil no violenta va allunyar algunes organitzacions negres, com la NAACP, que va retirar part del seu suport al MOWM. Tot i la creació del moviment com una eina per a impulsar una marxa específica a Washington, el MOWM va existir fins a 1947, i es va organitzar amb altres grups per a continuar les pressions sobre el govern federal.

## Efectes als mitjans de comunicació
Mentre els principals mitjans van tenir un paper en la percepció del moviment, van ser els mitjans de comunicació afroamericans els que més significativament van retratar el MOWM. A principis de la primavera de 1941, els diaris negres mostren un nivell d'escepticisme respecte dels nobles objectius del moviment. El Chicago Defender estava preocupat per si, fins i tot, «2.000 negres marxarien». El to va canviar, però, quan es va acostar la data de la marxa. Al maig, els diaris negres van començar a alimentar les flames, i el The Amsterdam News va publicar com a titular de portada: «100.000 en març al Capitoli». Si es tractava d'una simple tàctica, d'una fanfarronada, o no, aquesta va ser compartida per la premsa negra en el seu conjunt. The Chicago Defender, després del seu escepticisme inicial, «va parlar de 50.000 preparats per a una marxa per l'ocupació i la justícia».

## L'apel·lació comunista
El MOWM tenia una peculiar relació amb les organitzacions comunistes als EUA. Si bé la idea de revolta del proletariat era un atractiu per a alguns comunistes, «que constantment van traçar una línia entre la “marxa pel treball” i el seu “lideratge bel·licista”». Randolph va fer servir diverses tàctiques per a evitar l'afiliació comunista del Moviment de la Marxa sobre Washington. Un dels més eficaços va ser restringir la pertinença als afroamericans. Encara que això no exclou als comunistes negres, només un petit percentatge dels disciplinats membres del Partit Comunista eren negres.